# Beaver Stadium
Beaver Stadium - stadion do futbolu amerykańskiego w University Park, w Pensylwanii, na terenie kampusu Uniwersytetu Stanu Pensylwania. Rozgrywane są na nim mecze Penn State Nittany Lions w Big Ten Conference. Stadion nosi imię Jamesa A. Beavera, gubernatora stanu Pensylwania i prezesa zarządu Uniwersytetu Stanu Pensylwania.
Beaver Stadium oficjalnie mieści 106 572 widzów,  co czyni go obecnie drugim co do wielkości stadionem na półkuli zachodniej i czwartym co do wielkości na świecie.